# Prix Monroe-Martin
Pour les articles homonymes, voir Martin.
Le prix Monroe H. Martin reconnaît un article exceptionnel en mathématiques appliquées, y compris l'analyse numérique, par un jeune chercheur âgé de 35 ans au maximum et un résident d'Amérique du Nord. Attribué pour la première fois en 1975, il est décerné tous les 5 ans par l'Institut des sciences physiques et de la technologie du College Park de l'université du Maryland. Le prix commémore les réalisations de Monroe H. Martin, ancien directeur de l'Institut de dynamique des fluides et de mathématiques appliquées et président du département de mathématiques de l'université du Maryland. Le prix comporte une récompense monétaire plus les frais de voyage ; le lauréat présente son travail lors de la conférence Monroe H. Martin à l'Université du Maryland.  

## Lauréats
Les lauréats du prix Monroe H. Martin sont ,: 
- 1975 : Neil E. Berger
- 1980 : Marshall Slemrod
- 1985 : Jonathan Goodman
- 1990 : Marek Rychlik
- 1995 : Andrew M. Stuart
- 1995 : Zhihong Xia
- 2000 : Robert McCann
- 2000 : Yury Grabovsky
- 2005 : C.Sinan Gunturk
- 2005 : Jared Tanner
- 2010 : Adam Oberman
- 2010 : Joel Tropp[3]